# 8300 Iga
8300 Iga (1994 AO2) là một tiểu hành tinh vành đai chính được phát hiện ngày 9 tháng 1 năm 1994 bởi T. Kobayashi ở Oizumi.